# Glenea palawana
Glenea palawana är en skalbaggsart som beskrevs av Stefan von Breuning 1956. Glenea palawana ingår i släktet Glenea och familjen långhorningar.
Artens utbredningsområde är Filippinerna. Inga underarter finns listade i Catalogue of Life.